# Ферфилд (Монтана)
Ферфилд (енгл. Fairfield) град је у америчкој савезној држави Монтана.

## Демографија
По попису из 2010. године број становника је 708, што је 49 (7,4%) становника више него 2000. године.
| Група             | 2000.       | 2010.       |
| Белци             | 635 (96,4%) | 672 (94,9%) |
| Афроамериканци    | 0 (0,0%)    | 0 (0,0%)    |
| Азијати           | 0 (0,0%)    | 0 (0,0%)    |
| Хиспаноамериканци | 6 (0,9%)    | 10 (1,4%)   |
| Укупно            | 659         | 708         |